# スンニ・バル
スンニ・バル（Sonni Bāru、? - ?）またはスンニ・アブー・バクル・ダオ（Sonni Abū Bakr Dao）は、スンニ朝ソンガイ帝国の最後の君主（在位：1492年 - 1493年）。
1492年11月6日にスンニ・バルは父のスンニ・アリの跡を継いでソンガイの君主となる。
イスラム教徒に対してある程度の譲歩を示していたスンニ・アリと異なり、スンニ・バルはイスラム教の信仰を拒み、地方の非イスラム教徒を支持層に選んだ。権益の喪失を恐れた都市部のイスラム教徒は、スンニ・アリ配下の将軍の一人であるムハンマド・トゥレを旗手として反乱を起こした。ガオ近郊のアンフォオでスンニ・バルはムハンマド・トゥレと交戦し、敗北する。敗れたスンニ・バルは国外に逃亡した。
スンニ・バルを追放したムハンマド・トゥレはアスキア・ムハンマド・トゥレとして即位し、アスキア朝を創始する。

## 翻訳元記事参考文献
- Hunwick, John O. (1999), Timbuktu and the Songhai Empire: Al-Sadi's Tarikh al-Sudan down to 1613 and other contemporary documents, Leiden: Brill, ISBN 90-04-11207-3